# Harpullia leptococca
Harpullia leptococca är en kinesträdsväxtart som beskrevs av Ludwig Radlkofer. Harpullia leptococca ingår i släktet Harpullia och familjen kinesträdsväxter. Inga underarter finns listade i Catalogue of Life.